# 巴什基尔国立大学
巴什基尔国立大学（俄语：Башкирский государственный университет）是一座位于俄罗斯巴什科尔托斯坦共和国首府乌法的大学，1909年正式建立。

## 概况
1909年10月4日，巴什基尔国立大学的前身——乌法师范学院（Уфимский учительский институт）在乌法成立，该校也是巴什科尔托斯坦历史上第一所高等教育机构。十月革命后，1919年，乌法师范学院更名为人民教育学院（Институт народного образования）。之后又几经易名，在1957年改为巴什基尔国立大学。
巴什基尔国立大学是俄罗斯的“古典大学”之一。该校在在有机化学、应用数学、语言学、信息技术、地球物理学和石油工程方面具有一定的实力。根据俄罗斯国际文传电讯社2018年的排名，巴什基尔国立大学在所有俄罗斯国立大学中综合排名第61位。该校在巴什科尔托斯坦境内的斯捷尔利塔马克、比尔斯克、锡拜和涅夫捷卡姆斯克设有分校。
截至2018年，该校拥有超过33000名学生，其中包括来自23个国家的350多名国际学生。教职人员人员约2000人，其中包括183名博士和489名副博士。据该校官网介绍，每年有超过500名研究生和博士生在这里学习，占整个巴什科尔托斯坦研究生和博士生的三分之一。

## 院系设置
截至2018年11月，巴什基尔国立大学的院系设置如下：

| - 巴什基尔综合商业安全与担保学院 - 法学院 - 物理系 - 巴什基尔语言学和新闻系 - 生物学系 - 化学系 - 经济学系 | - 地理学系 - 历史学系 - 化学与技术系 - 数学与信息技术系 - 语言学系 - 哲学与社会学系 - 心理学系 | - 罗曼语与日耳曼语系 - 总务处 - 公共职业系 - 国家行政学院 - BSU学院 |